# مصرف چندمادگی
مصرف چندمادگی یا مصرف چند دارو به استفادهٔ ترکیبی از مواد روان‌انگیز اشاره دارد. مصرف موادّ چندگانه ممکن است برای کاربردهای انتیوژیک (مقاصد معنوی/عرفانی)، تفریحی یا خارج از دستور، با مواد قانونی و غیرقانونی صورت گیرد. در بسیاری از موارد دارویی به عنوان داروی پایه یا اولیه، همراه با داروهای اضافی برای تغییر یا تعدیل عوارض جانبی یا تولرانس داروی اولیه و ایجاد تجربه لذت بخش‌تر با اثرات هم‌افزایی‌ی دارو، یا مکمل برای داروی اولیه هنگام کم‌بود عرضه استفاده می‌شود.

## جستارهای وابسته

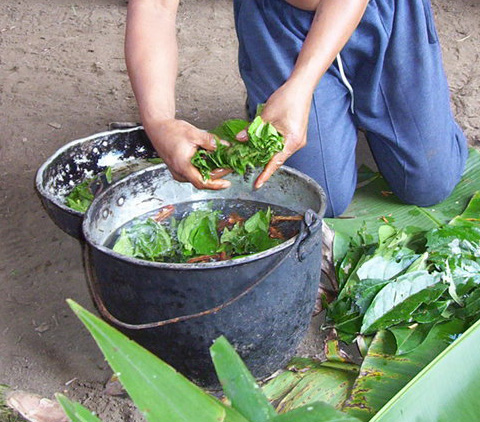
آماده شدنِ آیاهواسکا در استان ناپو اکوادور

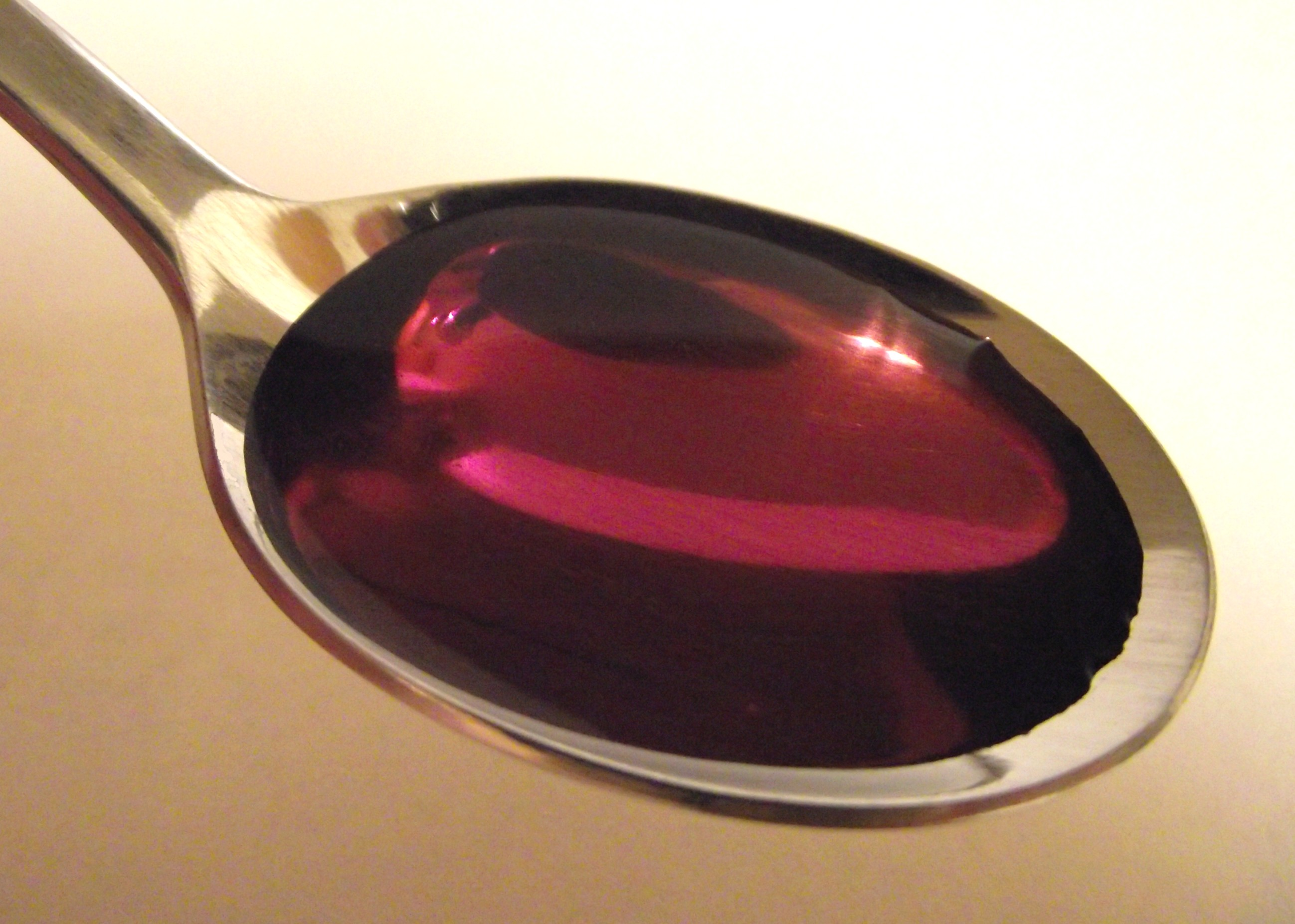
یک قاشق غذاخوری شربت سرفه پرومتازین /.

## سرچشمه
1. 1 2  Anthony, James; Barondess, David A.; Radovanovic, Mirjana; Lopez-Quintero, Catalina (2017). "Part 1: Psychiatric Comorbidity – Polydrug Use: Research Topics and Issues".  In Sher, Kenneth J. (ed.). The Oxford Handbook of Substance Use and Substance Use Disorders: Volume 2. Oxford Library of Psychology. Oxford and New York: Oxford University Press. pp. 27–59. doi:10.1093/oxfordhb/9780199381708.013.006. ISBN 978-0-19-938170-8. LCCN 2016020729.
2. ↑  "Polydrug use | www.emcdda.europa.eu". www.emcdda.europa.eu.